# إيميلي ديشانيل
إيميلي ديشانيل (بالإنجليزية: Emily Deschanel)‏ مواليد 11 أكتوبر 1976 في لوس أنجلوس، كاليفورنيا، الولايات المتحدة، هي ممثلة ومنتجة أفلام أمريكية بدأت مسيرتها الفنية عام 1994.

## الأعمال

### أفلام
| Year | Title                  | Role                   |
| ---- | ---------------------- | ---------------------- |
| 1994 | يمكن أن يحدث لك        | Animal rights activist |
| 2000 | It's a Shame About Ray | Maggie                 |
| 2003 | Easy                   | Laura Harris           |
| 2003 | الجبل البارد           | Mrs. Morgan            |
| 2004 | The Alamo              | Rosanna Travis         |
| 2004 | الرجل العنكبوت 2       | Receptionist           |
| 2004 | Old Tricks             | Woman                  |
| 2005 | بوغي مان               | Kate Houghton          |
| 2005 | Mute                   | Claire                 |
| 2005 | That Night             | Annie                  |
| 2006 | طريق المجد             | Mary Haskins           |
| 2007 | The Diagnosis          | Maggie                 |
| 2009 | ماي سيستر كيبر         | Dr. Farquad            |
| 2011 | The Perfect Family     | Shannon Cleary         |
| 2014 | وراء وراء              |                        |
| 2015 | Unity                  | Narrator               |

### تلفزيون
| سنة        | عنوان                                  | دور                                      |
| ---------- | -------------------------------------- | ---------------------------------------- |
| 2001       | The Heart Department                   | Maude Allyn                              |
| 2002       | Rose Red ‏                              | Pam Asbury                               |
| 2002       | القانون والنظام: الوحدة الخاصة للضحايا | Cassie Germaine                          |
| 2002       | Providence                             | Annie Franks                             |
| 2003       | The Dan Show                           | Sam                                      |
| 2004       | عبر جوردان                             | Michelle                                 |
| 2005–2017  | بونز                                   | Temperance Brennan ‏                      |
| 2009       | واحدة بواحدة                           | Emily                                    |
| 2010–2011  | The Cleveland Show                     | جوليا روبرتس (voice)                     |
| 2010–2011  | The Cleveland Show                     | Herself (voice)                          |
| 2012       | أميريكان داد!                          | Temperance Brennan ‏ (voice)              |
| 2014; 2019 | التاريخ الثمل                          | Babe Didrikson Zaharias / Marina Raskova |
| 2015       | Sleepy Hollow                          | Temperance Brennan                       |
|            |                                        |                                          |
| 2018       | ذا سيمبسونز                            | Herself (voice)                          |
| 2019       | Animal Kingdom ‏                        | Angela                                   |

## روابط خارجية
- إيميلي ديشانيل على موقع IMDb (الإنجليزية)
- إيميلي ديشانيل على موقع ميتاكريتيك (الإنجليزية)
- إيميلي ديشانيل على موقع روتن توميتوز (الإنجليزية)
- إيميلي ديشانيل على موقع قاعدة بيانات الأفلام العربية
- إيميلي ديشانيل على موقع ألو سيني (الفرنسية)
- إيميلي ديشانيل على موقع تيرنر كلاسيك موفيز (الإنجليزية)
- إيميلي ديشانيل على موقع أول موفي (الإنجليزية)
- إيميلي ديشانيل على موقع قاعدة بيانات الأفلام السويدية (السويدية)
- إيميلي ديشانيل على موقع إن إن دي بي (الإنجليزية)
- إيميلي ديشانيل على موقع قاعدة بيانات الفيلم (الإنجليزية)